# اكسيم
أكسيم (بالإنجليزية: Axim)‏ هي مدينة ساحلية وعاصمة منطقة بلدية نزيما الشرقية وهي منطقة تقع في المنطقة الغربية من جنوب غانا.  تقع أكسيم على بعد 64 كيلومترًا غرب مدينة سيكوندي تاكورادي الساحلية في المنطقة الغربية ، غرب كيب ثري بوينتس.  يبلغ عدد سكان مستوطنة أكسيم عام 2013 27719 شخصًا.

## التاريخ
احتلت هذه المنطقة من قبل شعب نزيما.

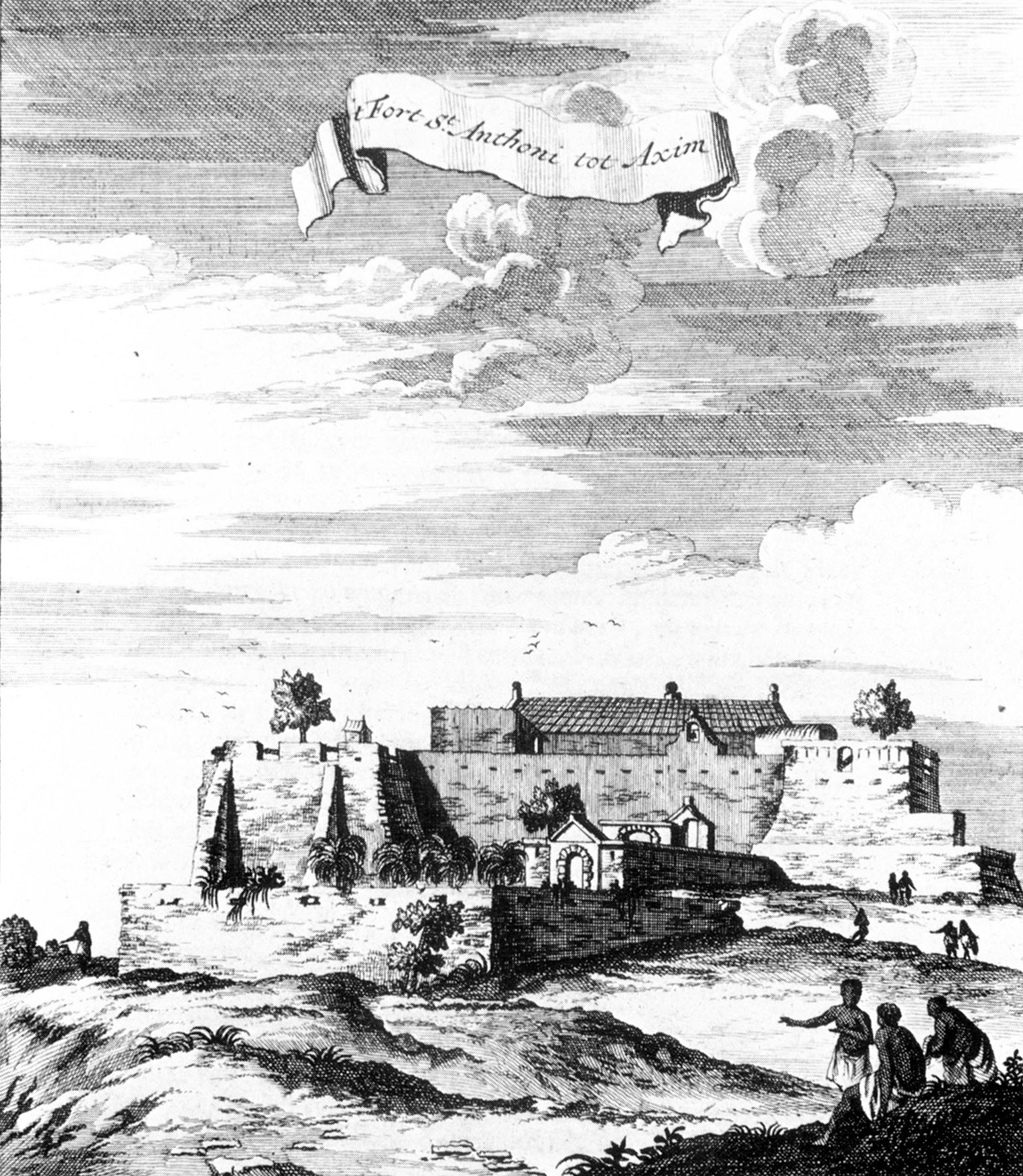
حصن سانتو أنطونيو في أكسيم ، 1709. ليثوجراف.

وصل البرتغاليون في أوائل القرن السادس عشر كتجار. قاموا ببناء حصن سانتو أنطونيو في عام 1515. قاموا بتصدير بعض الأفارقة كعبيد إلى أوروبا والأمريكتين. بين عامي 1642 و 1872 تم توسيع الحصن وتعديله من قبل الهولنديين الذين سيطروا خلال تلك الفترة. تقع قبالة الشاطئ بعض الجزر الخلابة، بما في ذلك جزيرة بها منارة. 

## الثقافة
في شهر أغسطس من كل عام، تقام مهرجانات كوندوم الرئيسية؛ حيث يأتي الناس إلى أكسيم للاحتفال وللصيد والتجارة.

## السياحة
يوجد شاطئ رائع في أكسيم. يطفو على منحدر التل، هو طبيعة غنية لا مثيل لها في غانا. تكون أمواج الشاطئ قوية ومناسبة لراكبي الأمواج.